# Aitor Larrazabal
Aitor Larrazabal Bilbao (Lujua, Vizcaya, 21 de junio de 1971) es un exfutbolista, entrenador y director deportivo español.
Jugaba de lateral izquierdo y desarrolló toda su carrera en el Athletic Club. Durante su etapa como futbolista fue un auténtico especialista del balón parado, ya que anotó 29 de los 36 penaltis que lanzó en Primera División y, además, fue un gran lanzador de faltas gracias a su fuerte disparo.

## Trayectoria
Nació en Lujua, cuando esta localidad formaba parte de Bilbao. Tras comenzar a jugar en su colegio, en 1983, empezó a jugar en el Athletic Club en categoría alevín. Con quince años salió cedido, junto a Xabi Eskurza, a los juveniles de la S. D. Deusto. En verano de 1989, en su último año de juvenil, ascendió al Bilbao Athletic de la mano de Iñaki Sáez donde fue titular indiscutible. El 2 de septiembre de 1990 debutó en el Athletic Club, con derrota, frente al C. D. Tenerife (1-0). En su segunda temporada se consolidó como titular en la banda izquierda. Aitor solía celebrar sus goles poniéndose un chupete en la boca, que previamente había escondido bajo la media. Estos goles eran dedicados a su hijo Gaizka, nacido en diciembre de 1997, y a Ander nacido en el año 2000. Con la irrupción de Asier del Horno, fue perdiendo peso en el equipo en sus últimas temporadas. Se retiró como futbolista en 2004, después de haber disputado 445 partidos oficiales con el Athletic Club, en los que logró 43 goles. 
También fue internacional con la selección sub-20 y sub-21 española en una y cuatro ocasiones respectivamente.
Como curiosidad, desde que se implantaron los dorsales fijos en Primera División para la temporada 1995/1996, Larrazábal lució dos números diferentes: empezó (1995-1996) y terminó (2001-2004) llevando el dorsal "3", pero también debido a que Lizarazu le quitó el dorsal "3" cuando fichó, tuvo que escoger otro dorsal y eligió el dorsal "10" que había lucido su amigo Ander Garitano.

### Tras su retirada
Comenzó su etapa como técnico en el C. D. Lauro en 2005. En la temporada 2008-09 se marchó al Gatika de la División de Honor vizcaína. Tras una buena campaña, firmó un contrato por tres temporadas con la S. D. Lemona, de Segunda División B, del que cumplió dos de ellas.
En verano de 2011, con la llegada de Josu Urrutia a la presidencia del Athletic Club, se incorporó como técnico a la cantera de Lezama. Entre 2013 y 2015 se hizo cargo de la dirección deportiva de la cantera del Athletic Club, sucediendo a Amorrortu que pasó a ser director deportivo del primer equipo rojiblanco. Dimitió de su cargo el 17 de junio de 2015, trece días antes de que finalizara su contrato.
Tras una campaña prácticamente en blanco, en abril de 2016, firmó como técnico de la U. D. Marbella incluyendo a Gontzal Suances como su ayudante. Aitor llegó al equipo de la categoría de bronce al que dirigió en el tramo final de la temporada 2015-16, concretamente durante los últimos tres partidos, en los que logró garantizar la permanencia, lo cual era la meta para la que fue fichado. A pesar de ello, la dirección deportiva de la entidad marbellí se decantó por otro entrenador de cara a la siguiente campaña.
En junio de 2016 se anunció su fichaje por la S. D. Amorebieta, con el que consiguió mantenerse en Segunda B, donde ejerció durante la campaña 2016-17, en la que consiguió mantener al equipo en Segunda B. Aunque no se prolongó su estancia en Urritxe más allá de esa primera temporada. 
En junio de 2017 se anunció su fichaje por el Barakaldo C. F.. En el curso 2017-18 el equipo se mantuvo invicto en Lasesarre, pero no logró acceder a la eliminatoria de ascenso. No obstante, Larrazabal permaneció en la dirección del vestuario. En la temporada 2018-19, el técnico consiguió llevar al equipo a la fase de ascenso a LaLiga 1/2/3, donde cayó eliminado frente al Hércules en los cuartos de final.
El 27 de noviembre de 2019 se convirtió en entrenador del Salamanca C. F. UDS hasta el final de la temporada 2019-20, si bien, fue cesado después de diez jornadas.En junio de 2020 regresó al Barakaldo C. F., ejerciendo como director deportivo durante toda la campaña y hasta diciembre como entrenador.Al término de la temporada abandonó el cuadro baracaldés y, un año más tarde, se incorporó como entrenador a la S. D. Gernika.Metió al equipo en el playoff de ascenso, pero no renovó para la siguiente temporada.
El 27 de diciembre de 2023 fichó como entrenador de la S. D. Logroñés de Primera Federación.No consiguió mejorar el rumbo del equipo en la segunda vuelta y acabó descendiendo a Segunda Federación. Tras este hecho se desvinculó del club.En verano 2024 inició una nueva etapa como director deportivo de la S. D. Gernika, poniendo a su ayudante Gorka Iraizoz como entrenador.

## Clubes

### Como jugador
| Club            | País   | Año       |
| --------------- | ------ | --------- |
| Bilbao Athletic | España | 1989-1991 |
| Athletic Club   | España | 1990-2004 |

### Como entrenador
| Club                | País   | Año         |
| ------------------- | ------ | ----------- |
| Gatika              | España | 2008-2009   |
| S. D. Lemona        | España | 2009 - 2011 |
| U. D. Marbella      | España | 2016        |
| S. D. Amorebieta    | España | 2016-2017   |
| Barakaldo C. F.     | España | 2017-2019   |
| Salamanca C. F. UDS | España | 2019-2020   |
| Barakaldo C. F.     | España | 2020        |
| S. D. Gernika       | España | 2022-2023   |
| S. D. Logroñés      | España | 2023-2024   |

## Palmarés

### Como jugador
- Subcampeón de la Primera División de España (1): 1998.

## Vida personal
Es padre de los futbolistas Gaizka Larrazabal y Ander Larrazabal.